# 潟東村

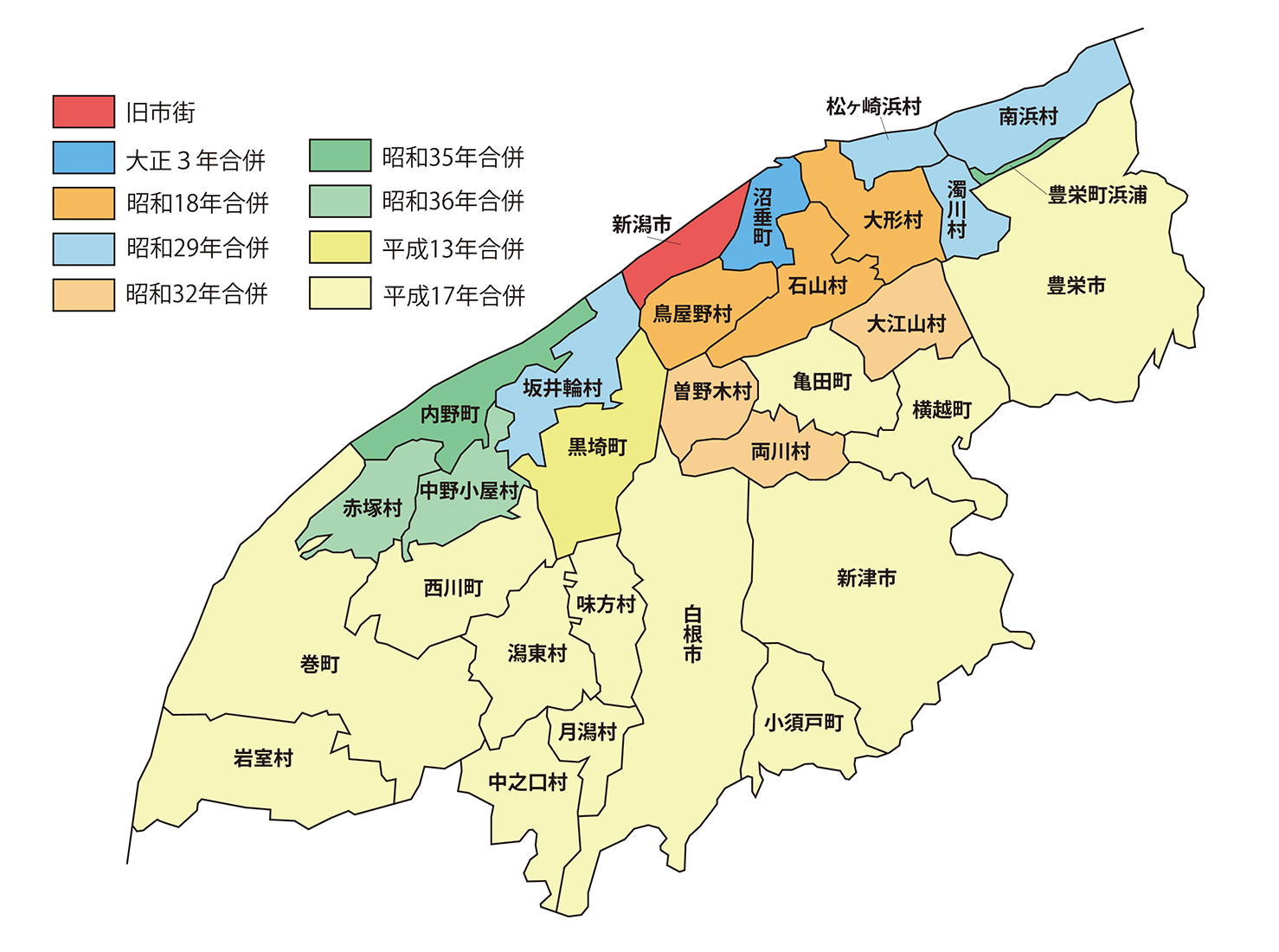
新潟市の合併市町村

潟東村（かたひがしむら）は、新潟県西蒲原郡に属した村。2005年3月21日の新潟市への編入合併によって消滅し、現在は新潟市の政令指定都市移行により西蒲区の一部となっている。
以下の記述は合併直前当時の旧潟東村に関しての記述であり、現在では名称等が異なる場合がある。なお、ここに記述されていない内容に関しては西蒲区#潟東地区などの記事を参照。

## 概要
村名は、かつてこの地にあり、1968年（昭和43年）干拓によって埋め立てられた鎧潟に由来する。新潟市（旧西蒲原郡黒埼町を除く）への通勤率は11.2%・巻町への通勤率は10.2%（いずれも平成12年国勢調査）。

## 歴史
- 1889年（明治22年）4月1日 - 町村制施行にともなう合併により、潟前村、共和村、横戸村、島方村、五之上村、井随村が発足。

| 潟前村   | 国見村、今井村、大曽根村、新飯田潟上新田、新飯田潟下新田                                                       |
| 共和村   | 下大原村、上大原村、番屋村、茨島村                                                                             |
| 横戸村   | 横戸村、遠藤村、水沢新田村、遠藤村受                                                                           |
| 島方村   | 熊谷村、熊谷村受、山口新田村、山口新田村受                                                                     |
| 五之上村 | 五之上村、五之上村受、卯八郎村受、遠藤村受、大潟村古新田受、富出村外新田受、松崎村外新田受、旗屋村受、桑山村受 |

※井随村は合併せず独立。
- 1901年（明治34年）11月1日 - 合併により大原村と四ツ合村が発足。

| 大原村   | 潟前村、共和村                   |
| 四ツ合村 | 横戸村、島方村、五之上村、井随村 |

- 1955年（昭和30年）3月31日 - 大原村と四ツ合村が合併し潟東村となる。

### 市町村合併
- 2005年3月21日、新潟市に編入合併した。
  - 詳細は新潟市の行政区域の変遷を参照。

## 経済
村内に拠点を置いていた主な企業
- 明和工業 潟東工場

## 交通

### 道路
- 北陸自動車道
  - 巻潟東IC／BS
- 国道460号
- 新潟県道44号新潟燕線
- 新潟県道66号白根西川巻線
- 新潟県道218号月潟西川線
- 新潟県道379号糸郷屋白根線
- 新潟県道380号今井巻線

### バス
新潟交通西（現在の新潟交通観光バス）の潟東営業所が村内にあり、周辺一帯のバスの拠点となっている。

## 施設
- 樋口記念美術館
- 潟東歴史民俗資料館 - ふるさと創生事業により1991年（平成3年）オープン[1]。
- ゆう学館 - 2001年（平成13年）オープン[2]。